# Народно читалище „Съединение – 1875“
 Тази статия е за читалището в Съединение.  За читалището в Драганово вижте Народно читалище „Съединение – 1888“.  
Народно читалище „Съединение 1875“ е читалище в град Съединение, Област Пловдив.

## История
- НЧ”Съединение 1875” е основано през 1875 година в с. Голямо Конаре под името „Надежда“. Основатели: даскал Еню Бекирски, Ламби Атанасов, поп Иван Генов, Деле Герджишки, Петър Антов, Петко Лапков. Първи председател: Ламби Атанасов

- 1897 г. – Учители поставят началото на театрална дейност

- 1900 г. – след Освобождението и Съединението читалището е възстановено под името „Саморазвитие“. Председател: Иван Мъйнов. Засилва се театралната дейност с присъствието на Елена Снежина – актриса от Софийския народен театър

- 1920 г. – след І световна война отново се възстановява читалището под името „Подем“. Председател: Стоичко Ив. Шопов

- 1925 г. – подем на всички дейности – открива се нова читалня и библиотека, построява се сцена. Председател: Тодор К. Попов

- 1956 – 1958 г. – построена е нова сграда, в която читалището се помещава и днес под името НЧ“Съединение“.

## Председатели
- 1900 – Иван Мъйнов
- 1920 – Стоичко Шопов
- 1925 – Тодор Костадинов Попов
  - 1956 г. – Атанас Тр. Богданов
  - 1968 – 1970 – Чунка Т. Маринчешка
  - 1970 – 1976 – Величко П. Дребчев
  - 1976 – 1979 – Гено Павелов Маринчешки
  - 1979 – 1981 – Васил Карагьозов
  - 1981 – 1987 – Цонка Думбалска
  - 1987 – 1990 – Иванка Симеонова
  - 1990 – 2000 – Лиляна Костадинова Апостолова
  - 2000 – 2005 – Велко Георгиев Тучев
  - 2005 – настояще – Анета Лазарова Атанасова

## Библиотека
На 12.02.1875 г. се образува в с. Голямо Конаре, Куюн тепе казасъ, Филибе казасъ, читалище „Надежда“.
През 1882 г. читалищната библиотека се намира в новото двуетажно трикласно училище. До 1920 г. там се пазят някои броеве от списание „Читалище“, от цариградски вестници и списания на български език, библията на български език, кратка църковна история, печатана в Белград, книги на Любен Каравелов, сборник с народни песни и умотворения от братя Миладинови, вестник „Зорница“ – издание на американско библейско общество и други.
През 1920 г. се помещава в една дървена барака (бивша обущарница) възстановеното читалище „Подем“ открива читалня.
През 1925 г. в едно от помещенията на кредитна кооперация „Съгласие“ се открива общодостъпна библиотека и читалня
През 1956 г. в новата сграда на читалището има библиотека, читалня и книгохранилище. Книжният фонд достига 3000 тома.
През 2009 г. читалището разполага с библиотека, детски отдел, читалня и книгохранилище. Книжният фонд е 19 100 тома.
Към 26.12.2020 библиотекари в НЧ „Съединение 1875“ са : Марияна Килимпирова (детски отдел), Запрянка Тафрова (отдел за възрастни)

## Самодейност
На година се правят 1 – 2 самодейни театрални постановки. Поставени са заглавия като: „Оркестър без име“, „Свекърва“, „Вражалец“, „Боряна“, „Министърът и жените“, „Глупаци“, „Развод по български“, „Истории от Голямо Конаре“

## Състави по народни песни и танци
Към 26.12.2020 съществуват съставите:
група „Кехлибар“ с ръководители Катя и Красен Господинови,
група „Шарено хоро“ с ръководител Галина Ангелова,
група за автентични народни песни „Българка“ с ръководител Костадинка Меретева,
група за народни песни „Конарка“ с ръководител Дора Аврамска,
група за родопски песни „Родопски славеи“ с ръководител Радостина Ахмашка.
Съществува и детски танцов състав – отново с ръководители Катя и Красен Господинови.

## Мажоретен състав
Към читалището функционира мажоретен състав, създаден през 2006 г. с първи ръководител: Мария Метларова. От 2007 г. ръководител е Галина Ангелова.
Всяка година се сформират по две групи мажоретки – с деца от 5 до 10 години и с ученици 5 – 8 клас. По традиция мажоретния състав открива всички тържествени събития и програми в гр. Съединение.